# Arthur Seidl

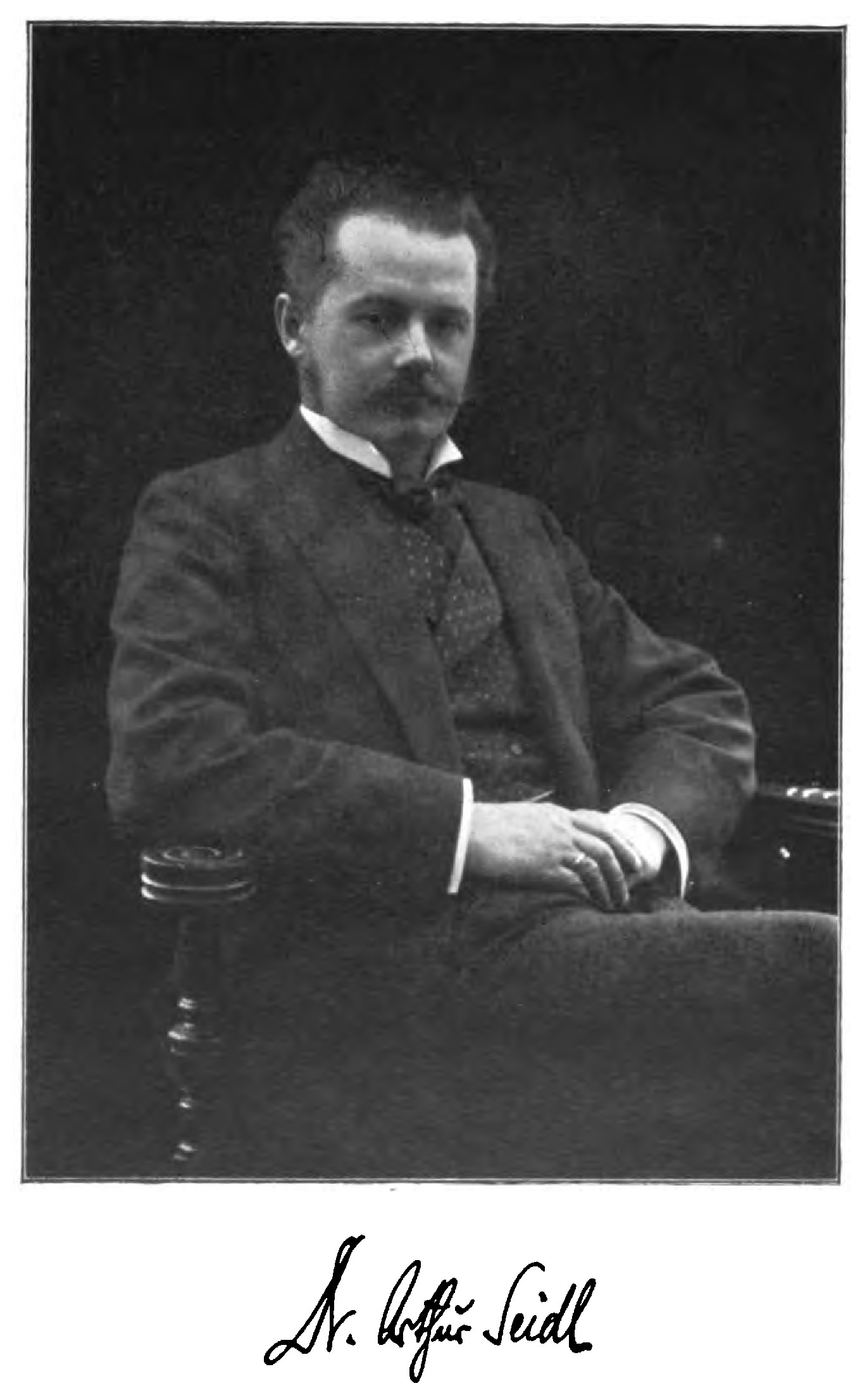
Arthur Seidl.

Arthur Seidl, född den 8 juni 1863 i München, död den 11 april 1928 i Dessau, var en tysk musikskriftställare.
Seidl idkade universitets- och musikstudier, blev filosofie doktor i Leipzig 1887, verkade som kritiker i olika städer och sedan 1903 som musikdramaturg vid hovteatern i Dessau (med professors titel). 
Han utgav bland annat Vom musikalisch Erhabenen (1887; ny upplaga 1907), Richard Strauss (1895, med Wilhelm Klatte), Wagneriana (3 band, 1901-02; ny följd i 3 band, 1914), Kunst und Kultur (1902) och Straussiana (1913).